# Herói do Trabalho Socialista
Herói do Trabalho socialista (em russo:  Герой Социалистического Труда, transl. Geroy Sotsialisticheskogo Truda) foi um título honorário da União Soviética, sendo o mais alto grau de distinção por conquistas excepcionais na cultura e economia nacional. Fornecia uma posição similar ao título Herói da União Soviética que era emitido por atos heroicos, mas diferente deste, não era entregue a cidadãos estrangeiros.  

## História
O título "Herói do Trabalho Socialista" foi introduzido pelo decreto do Presidium do Soviete Supremo da União Soviética "Sobre o estabelecimento do mais alto grau de distinção – o título de Herói do Trabalho Socialista" em 27 de dezembro de 1938. Antes disso, existia o título de "Herói do Trabalho".
De acordo com o regulamento, o título de "Herói do Trabalho Socialista" representava a mais alta distinção no desenvolvimento econômico e cultural do país. Era concedido a indivíduos que, por meio de atividades inovadoras excepcionais nas áreas da indústria, agricultura, transporte, comércio, descobertas científicas e invenções técnicas, prestaram serviços notáveis ao Estado, contribuindo para o crescimento da economia nacional, da cultura e da ciência, além do fortalecimento do poder e da glória da URSS.
Originalmente, os Heróis do Trabalho Socialista recebiam a mais alta condecoração da União Soviética, a Ordem de Lenin e um certificado do Presidium do Soviete Supremo da União Soviética. Para distinguir os Heróis do Trabalho Socialista de outros premiados com a Ordem de Lenin, a medalha de ouro com a foice e o martelo foi introduzida pelo decreto do Presidium “Sobre insígnias adicionais para Heróis do Trabalho Socialista” em 22 de maio de 1940, acompanhado da Ordem de Lenin e do diploma.
O primeiro premiado foi Joseph Stalin, recebendo-o do Presidium do Soviete Supremo em 20 de dezembro de 1939 por suas "excepcionais contribuições na organização do Partido Bolchevique, na criação do Estado Soviético, na construção da sociedade socialista na URSS e no fortalecimento da amizade entre os povos soviéticos" como homenagem ao seu sexagésimo aniversário.
O título de Herói do Trabalho Socialista inicialmente não previa a concessão de uma segunda Medalha de Ouro "Foice e Martelo" por novos feitos de trabalho. No entanto, o Decreto do Presidium do Soviete Supremo da URSS de 3 de março de 1949 estabeleceu, pela primeira vez, a possibilidade de conceder a segunda medalha aos Heróis do Trabalho Socialista que se destacassem na agricultura. Esse decreto também determinava a construção de bustos de bronze em suas cidades natais em homenagem aos "Duas Vezes Heróis". Mais tarde, essa distinção foi estendida a trabalhadores de outras áreas da economia.  
Inicialmente, a Ordem de Lenin só era concedida uma vez, no primeiro reconhecimento do título.  
Posteriormente, o Decreto de 6 de setembro de 1967 do Presidium do Soviete Supremo da URSS garantiu benefícios especiais aos Heróis do Trabalho Socialista, Heróis da União Soviética e detentores das três classes da Ordem da Glória. Esses benefícios foram ampliados em 30 de abril de 1975, no aniversário de 30 anos da vitória na Segunda Guerra Mundial, e continuam válidos na legislação da Federação Russa, mesmo após a extinção do título.  
Em 14 de maio de 1973, um novo regulamento redefiniu o título como a mais alta distinção por contribuições ao desenvolvimento econômico e sociocultural do país. A partir desse regulamento, passou a ser permitido um número ilimitado de premiações com a medalha "Foice e Martelo" (o limite anterior era de três). Além disso, a Ordem de Lenin passou a ser concedida em cada premiação subsequente. Foi estipulado que, se um Herói do Trabalho Socialista também fosse Herói da União Soviética, um busto de bronze deveria ser erguido em sua cidade natal, como se ele fosse um "Duas Vezes Herói do Trabalho Socialista". O regulamento também consolidou os benefícios já estabelecidos.  
Em 22 de agosto de 1988, um novo decreto determinou o fim das condecorações repetidas com a Medalha de Ouro "Foice e Martelo". No caso de pessoas que detinham ambos os títulos (Herói do Trabalho Socialista e Herói da União Soviética), bustos de bronze poderiam ser erguidos mediante solicitação de órgãos estatais e organizações públicas, mas não seriam mais instalados em vida.  
Três anos depois, em 1991, o título foi oficialmente abolido junto com o sistema de condecorações da União Soviética.  
Após o colapso da URSS, os Heróis do Trabalho Socialista ainda vivos e que eram cidadãos russos passaram a receber um pagamento mensal ajustável. Em 1 de julho de 2006, esse valor era de 26.847 rublos, aumentando para 50.755,54 rublos em 1 de fevereiro de 2021 e 61.566,28 rublos em 2023.

## Estatísticas de atribuição
O título de Herói do Trabalho Socialista foi concedido um total de 20.747 vezes. No entanto, 89 pessoas foram destituídas do título por diferentes razões, e os decretos de concessão para 44 pessoas foram anulados por serem considerados injustificados. Além disso, três pessoas perderam apenas a segunda medalha "Foice e Martelo", deixando de ser Heróis do Trabalho Socialista duas vezes, mas mantendo o título de Herói do Trabalho Socialista. Assim, o número final de Heróis do Trabalho Socialista é de 20.615, incluindo 201 condecorados duas vezes e 15 três vezes. Pelo menos 20 pessoas receberam esse título postumamente.  
Embora uma estatística completa de todas as concessões ainda não tenha sido estabelecida, em 1988 foram publicados dados referentes à situação em 1 de julho de 1988. Com base nos 20.370 prêmios concedidos até aquele momento (considerando que menos de 400 premiações foram feitas posteriormente), os dados abaixo são bastante representativos:  

#### Distribuição dos prêmios por área de atuação:
- Agricultura — 12.441
- Indústria — 4.856
- Construção civil — 1.076
- Transporte — 800
- Pesquisadores — 319 [10]
- Acadêmicos e membros correspondentes da Academia de Ciências da URSS e das academias republicanas — 273
- Educação — 155
- Autoridades do governo e organizações públicas — 123
- Ministério da Defesa da URSS — 100
- Veteranos do Partido Comunista da União Soviética — 9
- Ministério do Interior e segurança do Estado — 5
- Outras áreas — 89

#### Distribuição dos prêmios por repúblicas da URSS:
- RSFS Russa — 9.670
- RSS Ucraniana — 3.651
- RSS Cazaque — 1.803
- RSS Georgiana — 1.301
- RSS Uzbeque — 922
- RSS Azerbaijana — 577
- RSS Bielorrussa — 549
- RSS Tajique — 410
- RSS Turcomena — 323
- RSS Quirguiz — 275
- RSS Armênia — 225
- RSS Moldava — 199
- RSS Letã — 165
- RSS Lituana — 163
- RSS Estoniana — 137

## Premiados notáveis
O título de Herói do Trabalho Socialista foi concedido pela primeira vez a Joseph Stalin em 20 de dezembro de 1939. Em 1945, ele também recebeu o título de Herói da União Soviética, mas, considerando-se indigno da condecoração, nunca usou a medalha "Estrela Dourada". No entanto, ele usava constantemente a medalha "Foice e Martelo".
O segundo premiado com o título de Herói do Trabalho Socialista foi o projetista de metralhadoras Vasily Degtyaryov, em 2 de janeiro de 1940. O terceiro (e último antes da Operação Barbarossa) foi concedido a um grupo de nove projetistas de armas, incluindo Fedor Tokarev, Boris Shpitalny, Nikolai Polikarpov, Alexander Yakovlev e Vladimir Klimov. No mesmo decreto, também foram condecorados Vasily Grabin, Alexander Mikulin, Ivan Ivanov e Mikhail Krupchatnikov.  
Após a Segunda Guerra Mundial, diversos outros indivíduos foram agraciados com o título, entre eles Mikhail Kalashnikov, Nikolay Afanasyev, Emilian Bukov, Alexander Tselikov, Dmitri Shostakovich, German Korobov, Pyotr Tkachev e Andrei Tupolev. O 12º Herói do Trabalho Socialista foi Sergey Chaplygin, premiado em 1º de fevereiro de 1941, seguido por Andrey Kostikov, o 13º condecorado.
Em 1949, o título foi concedido a três estudantes: Mahmud Ishnazarov e Tursunali Matkazimov, pelo trabalho na colheita de algodão, e Natela Chelebadze, pela colheita de chá.
Até 1 de setembro de 1971, um total de 16 245 pessoas (11 748 homens e 4 497 mulheres) tinham sido premiadas com o título de Herói do Trabalho Socialista. Entre eles 105 pessoas (80 homens e 25 mulheres) receberam múltiplas medalhas "Foice e martelo". Até 1991, na dissolução da União Soviética, mais de 20 000 pessoas haviam recebido o título.
Na história da USSR, 16 pessoas receberam o prêmio três vezes:
1. Anatoly Alexandrov
2. Boris Vannikov
3. Nikolay Dukhov
4. Yakov Zel'dovich
5. Sergey Ilyushin
6. Mstislav Keldysh
7. Dinmukhamed Kunayev
8. Igor Kurchatov
9. Andrei Sakharov (destituído do título)
10. Jefim Sławski
11. Andrei Tupolev
12. Hamroqul Tursunqulov
13. Yulii Khariton
14. Nikita Khrushchev
15. Konstantin Chernenko
16. Kirill Shchelkin

O acadêmico Andrei Sakharov, que recebeu o título de Herói do Trabalho Socialista três vezes, foi destituído desse título e de suas três medalhas "Foice e Martelo" por um decreto do Presidium do Soviete Supremo da URSS em 8 de janeiro de 1980, devido à sua atividade antissoviética. Posteriormente, durante a Perestroika, Mikhail Gorbachev informou Sakharov sobre a preparação de um decreto para restaurar suas condecorações. No entanto, Sakharov respondeu que só aceitaria as honrarias depois que todos os presos políticos na União Soviética fossem libertados. Como resultado, o decreto nunca foi assinado durante sua vida.  
O título de Herói do Trabalho Socialista foi concedido duas vezes a 201 pessoas. Além disso, três indivíduos foram destituídos da segunda medalha e um teve ambas as medalhas "Foice e Martelo" revogadas.
Onze Heróis do Trabalho Socialista também foram Heróis da União Soviética:
1. Leonid Brejnev (quatro vezes Herói da União Soviética).
2. Kliment Voroshilov (duas vezes Herói da União Soviética).
3. Vasily Golovchenko
4. Valentina Grizodubova
5. Pyotr Masherov
6. Kirill Orlovsky
7. Joseph Stalin
8. Pyotr Trainin
9. Ivan Tretiak
10. Dmitry Ustinov (duas vezes Herói do Trabalho Socialista).
11. Nikita Khrushchev (três vezes Herói do Trabalho Socialista).

Oito Heróis do Trabalho Socialista são titulares plenos da Ordem da Glória:
1. Maxim Velichko
2. Pavel Litvinenko
3. Anatoly Martynenko
4. Vladimir Peller
5. Khatmulla Sultanov
6. Sergei Fedorov
7. Vasily Khristenko
8. Mikhail Yarovoy

Um Herói do Trabalho Socialista é titular pleno da Ordem da Glória do Trabalho:
1. Boris Vashakidze

Dois Heróis do Trabalho Socialista são Heróis da Federação Russa:
1. Mikhail Kalashnikov (duas vezes Herói do Trabalho Socialista).
2. Igor Spassky

Três Heróis do Trabalho Socialista são Heróis do Trabalho da Federação Russa (e no segundo caso, a reatribuição do mais alto grau de distinção ocorreu após um período recorde de 54 anos):
1. Evgeny Velikhov
2. Herbert Efremov
3. Alexandra Pakhmutova

O último Herói do Trabalho Socialista na história da URSS foi a cantora de ópera do Cazaquistão Bibigul Tulegenova , premiada pelo Decreto do Presidente da URSS em 21 de dezembro de 1991.

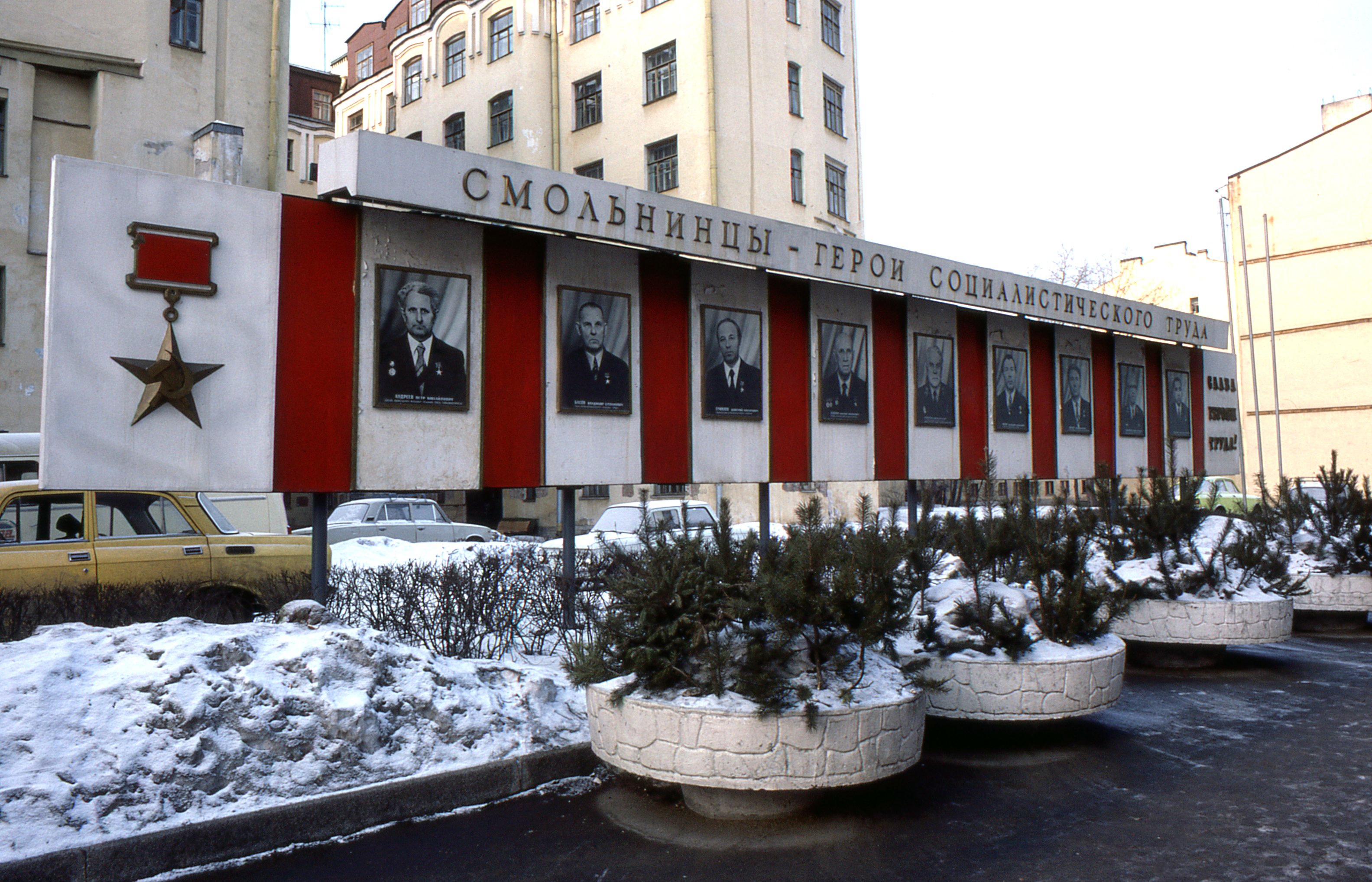
Decoração em rua com retratos de Heróis do Trabalho Socialista. Leningrado, 1984.

Em março de 2013, Vladimir Putin emitiu um decreto estabelecendo um título considerado seu sucessor, o "Herói do Trabalho da Federação Russa".

## Estatuto
O título honorário "Herói do Trabalho Socialista" era emitido pelo Presidium a cidadãos que faziam contribuições significativas ao avanço da indústria, agricultura, transporte, comércio, ciência e tecnologia soviética.
Os Heróis do Trabalho Socialista que alcançavam atos ainda mais excepcionais recebiam uma segunda medalha "Foice e martelo" e bustos de bronze dos Heróis eram construídos em suas cidades-natal para marcar a ocasião. Os Heróis que conseguiam três prêmios teriam seus bustos colocados próximos ao planejado Palácio dos Sovietes, mas isto nunca foi implantado e o Palácio não foi construído.
Apenas o Presidium do Soviete Supremo da União Soviética podia destituir uma pessoa de seu título. A insígnia "Herói do Trabalho Socialista", assim como a medalha de ouro de "Herói da União Soviética", era sempre colocada no lado esquerdo do peito e na presença de outros prêmios e medalhas, colocando-o acima destes. Se vestido com títulos honorários da Federação Russa, o último tinha precedência.

## Descrição do prêmio
O título honorário "Herói do Trabalho Socialista" foi projetado pelo artista Miron Merzhanov. A medalha de ouro era uma estrela de cinco pontos com raios diédricos suaves no anverso, tendo um diâmetro de 33,5 mm. No centro do anverso, havia a foice e o martelo medindo respectivamente 13 e 14 mm. Pesava 15,25 gramas.
A parte traseira era lisa e rodeada por uma borda ligeiramente elevada. No centro, constava a inscrição "Herói do Trabalho Socialista" (em russo:  "Герой Социалистического Труда") em letras com 2mm de altura, o número de série logo acima com números com 1mm de altura.
A insígnia era colocada em um suporte soviético padrão de 25 x 15mm, montado em um anel de suspensão. O suporte era coberto por uma fita moiré de seda vermelha. Na parte traseira, o suporte tinha uma porca rosqueada para manter o prêmio atado à roupa.

## Fatos
- Pelo Decreto do Presidium do Soviete Supremo da URSS de 30 de setembro de 1943, nº 80, pela primeira vez, após Stalin, o título de Herói do Trabalho Socialista foi concedido a membros da alta liderança do país — integrantes do Politburo do Comitê Central do PCUS, incluindo Lavrenti Beria,[20] Georgy Malenkov, Anastas Mikoyan e Vyacheslav Molotov.[21]
- O decreto de 5 de novembro de 1943 foi o primeiro a conceder o título de Herói do Trabalho Socialista a um grande número de trabalhadores comuns. Entre os 127 premiados, pela primeira vez, havia mulheres, como Antonina Alexandrova, Anna Zharkova e Elena Chukhnyuk. Também pela primeira vez, seis pessoas receberam o título postumamente.[21]
- Durante a Grande Guerra Patriótica, 170 pessoas foram agraciadas com o título de Herói do Trabalho Socialista. Os nomes dos heróis desse período, assim como do período pré-guerra, foram imortalizados em duas colunas de mármore no Hall da Fama do Museu Central da Grande Guerra Patriótica, totalizando 220 nomes.
- Entre 1947 e 1958, o título foi concedido a 8.395 pessoas, sendo a maioria delas (7.494) trabalhadores do setor agrícola.
- Diferentemente do título de Herói da União Soviética, que poderia ser concedido a estrangeiros, o título de Herói do Trabalho Socialista era destinado exclusivamente a cidadãos soviéticos. A única exceção foi o físico nuclear alemão Nikolaus Riehl.
- Inspirados no modelo soviético, a maioria dos países do bloco socialista criou títulos semelhantes. A única exceção foi a Polônia, onde o equivalente era a Ordem dos Construtores da Polônia Popular.

| Herói do Trabalho da República Democrática do Afeganistão              |
| Herói do Trabalho da RDA                                               |
| Herói do Trabalho Socialista da República Popular da Bulgária          |
| Herói do Trabalho Socialista da República Socialista da Checoslováquia |
| Herói do Trabalho Socialista da República Popular da Hungria           |
| Herói do Trabalho da República Popular da Mongólia                     |
| Herói do Trabalho Socialista da República Socialista da Romênia        |
| Herói do Trabalho Socialista da Albânia                                |
| Ordem do Herói do Trabalho Socialista da Iugoslávia                    |
| Herói do Trabalho do Vietnã                                            |
| Herói do Trabalho da República de Cuba                                 |
| Herói do Trabalho da RPDC                                              |

- Após o colapso da União Soviética, a maioria dos Estados pós-soviéticos não estabeleceu condecorações equivalentes. No entanto, em 1998, a Ucrânia criou o título de Herói da Ucrânia, concedido com a Ordem da Estrela Dourada (por feitos heroicos) ou com a Ordem do Estado (por realizações no trabalho). Em 2008, o Cazaquistão instituiu o título de Herói do Trabalho do Cazaquistão. Posteriormente, em 2013, a Rússia criou o título de Herói do Trabalho da Federação Russa, e em 2017, a República Popular de Donetsk estabeleceu o título de Herói do Trabalho da República Popular de Donetsk.

| Herói do Trabalho da República Popular de Donetsk    |
| Herói do Trabalho do Cazaquistão                     |
| Herói do Trabalho da Federação Russa                 |
| Herói da Ucrânia com a atribuição da Ordem do Estado |